# Sam Hancock
Sam Hancock (ur. 9 stycznia 1980 roku w Surrey) – brytyjski kierowca wyścigowy.

## Kariera
Hancock rozpoczął karierę w wyścigach samochodowych w 1998 roku od startów w edycji zimowej Formuły Palmer Audi, gdzie jednak nie był klasyfikowany. W tym samym roku w głównej serii był już piętnasty, a rok później - siódmy. W późniejszych latach pojawiał się także w stawce Barber Dodge Pro Series, American Le Mans Series, FIA Sportscar Championship, 24h Le Mans, Formuły 3000, Le Mans Endurance Series, Le Mans Series, V de V Challenge Endurance Moderne, Brytyjskiego Pucharu Porsche Carrera, Radical UK Cup, Radical European Master Series, Porsche Supercup, Speed UK Series, FIA World Endurance Championship oraz European Le Mans Series.
W Formule 3000 Brytyjczyk wystartował w dwóch wyścigach sezonu 2003. Zajął w nich odpowiednio 13 i 11 miejsce. Został sklasyfikowany na 24 pozycji w klasyfikacji generalnej.